# Wojciech Młynarski (pediatra)
Wojciech Michał Młynarski – profesor doktor habilitowany, polski pediatra, onkolog, hematolog dziecięcy, endokrynolog, diabetolog dziecięcy.

## Życiorys
Z zawodu jest lekarzem (Akademia Medyczna w Łodzi) i biologiem molekularnym (Uniwersytet Łódzki). Jest specjalistą pediatrą, onkologiem i hematologiem dziecięcym oraz  endokrynologiem i diabetologiem dziecięcym. Pracuje na Uniwersytecie Medycznym w Łodzi jako profesor i kierownik Kliniki Pediatrii, Onkologii i Hematologii I Katedry Pediatrii . Od 2024 jest pełni funkcję prezesa Polskiego Towarzystwa Onkologii i Hematologii Dziecięcej.
Wojciech Młynarski obronił pracę doktorską 7 marca 2000 roku w Akademii Medycznej w Łodzi. Praca miała tytuł: Wybór markera genomowego i dobór populacji badanej w ocenie predyspozycji genetycznych rozwoju choroby o złożonym modelu dziedziczenia.
Pracę habilitacyjną pt.: Uwarunkowanie genetyczne przebiegu klinicznego cukrzycy typu 1 obronił 29 czerwca 2004 roku.
22 października 2007 roku otrzymał tytuł profesora nauk medycznych.